# Tata Ultra
Tata Ultra — индийский среднетоннажный грузовой автомобиль производства Tata Motors. Он создан в 2012 году и призван заменить классическую модель TATA SFC-407, серийно выпускаемую с 1986 года, но до настоящего времени выпускается параллельно с ней.
Впервые модель представлена в 2012 году. Представляет собой автомобиль, близкий по габаритам к TATA SFC-407, но с современной отделкой и комфортабельным салоном.

## История
Впервые модель Tata Ultra была представлена на выставке Дели Auto Expo 2012, однако серийное производство стартовало в 2014 году. За всю историю производства было произведено только две модели — Ultra 812 и Ultra 912 полной массой от 8 до 9,6 тонн. Длина колёсной базы составляет от 3,3 до 4,5 м, кузов — семиметровый. Стальная рама, установленная на автомобиль — Domex 650. У автомобиля дисковые тормоза передних колёс. Кабина поднимается на 45 градусов. С 2016 года автомобили Tata Ultra производятся в Кении.

## Особенности
Автомобиль Tata Ultra комплектуется дизельным 3-литровым двигателем DICOR мощностью 138 л. с. и крутящим моментом 360 Н*м. Напряжение бортовой сети составляет 12 вольт. Кабине присущи эвакуационный люк на крыше, электронные цифровые часы, индикаторы блокировки поднятия кабины, охлаждения воздушного фильтра, наличия воды и открытия дверей, а также кожаная отделка. Если у модели TATA SFC-407 была полностью односкатная ошиновка, то у автомобиля Tata Ultra двускатная ошиновка, поскольку модель позиционируется как гражданская. Зеркала могут автоматически складываться. Дополнительно автомобилю присущи антиблокировочная система и водительское сидение с подвеской.